# Formatge fresc
El formatge fresc és el formatge que s'obté amb la coagulació de la llet amb quall animal o vegetal. No s'hi addicionen ferments ni es premsa, estant disponible per a consum humà en acabar el procés de fabricació. Per això és un formatge humit i lletós de curta durada, uns vuit dies, si no porta conservants. La llet emprada pot ser de vaca, ovella, cabra, o bé de barreges d'aquestes.
La quallada es forma durant com a mínim mitja hora i mai un temps gaire llarg, ja que es vol obtenir una quallada compacta però no dura i que guardi una part del xerigot. Es talla la quallada i es deixa escórrer, per emmotllar-la i dins el motlle o en el contenidor final, portar-la a refrigeració entre 2 i 4 °C. S'hi pot afegir sal o no. Si en el procés de fabricació es pasteuritza el coàgul, es tracta d'un formatge blanc pasteuritzat.
Segons la manera de filtrar el sèrum, el tipus de quall emprat (a més de l'animal, pot ser de card o un àcid -com suc de llimona o vinagre-) i les temperatures del procés, s'obtenen resultats lleugerament diferents. En l'elaboració d'algun mató també s'hi afegeix clorur càlcic.
Poden ser de dues variants segons la seva elaboració: dolços o àcids. Els dolços són aquells en què el sucre de la llet (la lactosa) no ha fermentat i hi queda integrat. Si no se salen, són el mató o el recuit de drap. I si se salen, són el burgos, el villalón o el quark. En canvi, en els frescos i àcids la lactosa s'ha transformat íntegrament o parcialment en àcid làctic a partir de la seva fermentació per bacteris làctics. Si no se salen són el quark alemany o el cottage anglès, i si se salen, són el feta grec o el fromage blanc francès.

## Característiques nutricionals

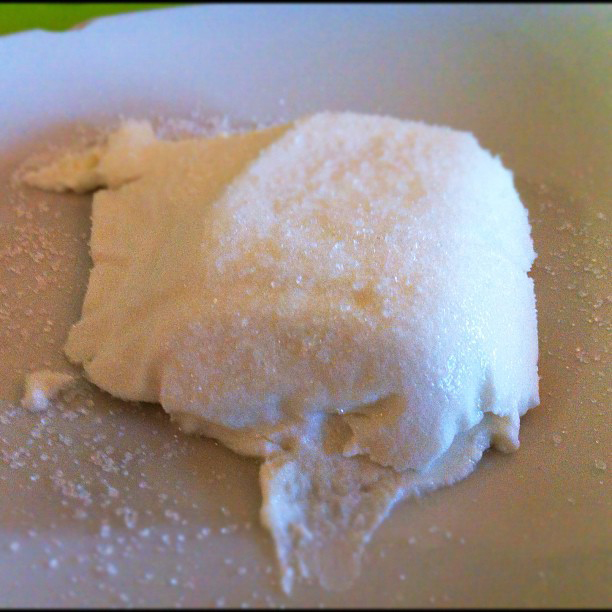
Recuit de drap.

El formatge fresc té, de forma concentrada, la major part de nutrients de la llet. Els seus components principals són les proteïnes i els greixos, encara que aquests últims s'hi troben en menor proporció que als formatges madurats. És una bona font de fòsfor, que forma part de l'ADN, i zinc, que intervé en el funcionament del gust i de l'olfacte, així com de calci, important per a una correcta formació d'ossos i dents. Pel que fa a les vitamines, aporta una gran quantitat de vitamina A, necessària per al bon funcionament del sistema nerviós, i altres vitamines del grup B, imprescindibles pel bon funcionament de l'organisme.
No són formatges que puguin menjar les persones que pateixen intolerància a la lactosa. Si no hi ha sal afegida, és una bona solució per als hipertensos, donat que el contingut en sodi d'un formatge fresc és sempre molt inferior a la dels formatges madurats, i de fet aquest contingut és més alt com més vell sigui el formatge.

## Gastronomia
Aquests formatges són típics de l'oest de la mediterrània i es fan, per exemple, a Portugal, Espanya, Itàlia, etc. En general es mengen per esmorzar, berenar o a les postres, enriquits amb alguna melmelada, mel (el típic mel i mató, per exemple), codonyat, figat o amb fruita. També s'empren, ensucrats i lleugerament aromatitzats, per a fer el farcit de pastes dolces i pastissos, com ara les casquetes, crespells mallorquins i els menorquins, flaons de Morella, cannolli, etc.
Una preparació molt habitual amb aquests formatges són els pastissos i pastissos de formatge fresc, el pastís de mató, la greixera de brossat, la coca de brossat, la quajada pasiega, etc.
També es poden menjar en amanida, o sovint un simple tomàquet amanit, ben amanits amb oli d'oliva i sal, de vegades també amb vinagre o pebre negre.

## Preparacions semblants
La quallada es fa de manera similar al formatge fresc, però sense extreure'n el xerigot.
A l'est de la Mediterrània, el formatge blanc turc i la feta són formatges frescos però que han estat curats posteriorment en salmorra. Són més compactes i duradors i el seu gust és més fort i una mica salat.
Al nord d'Europa, el formatge fresc es tendeix a batre posteriorment, per a obtenir una crema equivalent a un petit suisse natural que es menja amb cullera, com un iogurt, sol o amb sucre, o de vegades en preparacions culinàries diverses per a substituir la nata. Tendeix a considerar-se un producte "de règim" i, en aquestes llengües, no es diu fresc sinó blanc (francès, etc.) o quark (alemany, etc.).
A l'oest d'Europa també es bat el formatge fresc però a més se sol menjar lleugerament tallat o passat, que es considera més bo perquè té més gust. S'empra en begudes, en salses i per a farcir pastes de pastisseria.